# Blathmin Ua Briain
Blathmin Ua Briain eller Blathmin O'Brien var en irländsk prinsessa, gift med den norske kungen Sigurd Jorsalafarare.  
Hon var dotter till Irlands storkonung och Dublins härskare, Muircheartach Ua Briain, som gifte bort henne med Sigurd under hans vistelse på Irland. Då han år 1103 blev Norges kung lämnade han henne kvar på Irland. 